# Rudi De Raedt
Rudi De Raedt (né en 1961) est un sculpteur belge et professeur de psychologie clinique à l'Université de Gand en Belgique.
Il est l'auteur de trois sculptures en bas-relief qui ornent la maison communale d'Evere : Saint Vincent, Hommage aux briquetiers et Hommage aux cultivateurs de chicons.

## Sources
- Sculpture publique en Belgique